# رامون هيكتور بونس
رامون هيكتور بونس (بالإسبانية: Ramón Héctor Ponce)‏ (5 يوليو 1948 في الأرجنتين - 7 يوليو 2019) هو لاعب كرة قدم أرجنتيني في مركز مهاجم ‏. لعب مع بوكا جونيورز وكولو-كولو وكيلمس.

## وصلات خارجية
- رامون هيكتور بونس على موقع قاعدة بيانات كرة القدم.إي يو (الإنجليزية)